# Jeffrey Ullman
Pour les articles homonymes, voir Ullman.
Jeffrey David Ullman, né le 22 novembre 1942 à New York, est un informaticien américain. Il a écrit notamment Compilateurs - Principes, techniques et outils, plus connu sous le nom de Dragon book, une référence dans l’étude de la compilation. 

## Biographie
Jeffrey David Ullman est né à New York.
Ullman obtient son Baccalauréat (système universitaire anglo-saxon) en mathématiques appliquées à l’Université Columbia en 1963 et son Ph.D en génie électrique à l’Université de Princeton en 1966. Depuis il travaille dans les Laboratoires Bell. Il a été professeur à Princeton de 1969 à 1979. Depuis 1979, il est professeur à Stanford. Il obtient le Prix Knuth en 2000, la médaille John von Neumann en 2010 et le prix Turing en 2020.
Ses sujets de recherche sont centrés autour des bases de données et la fouilles de données. L'étude des structures de données arborescentes et des algorithmes l'ont orienté dès la fin des années 1970 vers la programmation fonctionnelle et l'utilisation de Standard ML. Il est le CEO de Gradiance.
Il a été le directeur de thèse de Mihalis Yannakakis.

## Controverses
En 2011, Ullman refuse d'aider des élèves iraniens à poursuivre des études doctorales à Stanford, invoquant la position anti-Israël du gouvernement iranien. En réponse à l’appel du Conseil national irano-américain à une action disciplinaire à l’encontre d'Ullman pour ce qui est décrit comme des commentaires « racialement discriminatoires et incendiaires », un porte-parole de Stanford affirme qu’Ullman n’a exprimé qu’une opinion personnelle qui ne représente pas celles de l’université.
En avril 2021, une lettre ouverte du groupe CSForInclusion critique l’Association for Computing Machinery (ACM) pour la nomination et sélection d’Ullman pour le prix Turing. Cette lettre suscite une réponse de l'ACM précisant qu’ils n'avaient jamais reçu de plaintes à l’égard d’Ullman au moment de sa nomination.